# Cordillera Sarmiento
La cordillera Sarmiento es un cordón montañoso situado en la Región de Magallanes, Chile, entre el canal de Las Montañas y el estrecho de Collingwood. A veces es llamada cordillera Nevada: 834 

## Historia
La zona de los canales patagónicos fue poblada por el pueblo Kawéskar (o Alacalufes) hasta el siglo XIX. Los primeros exploradores europeos de la región fueron Juan Ladrillero en 1588 y Sarmiento de Gamboa, veinte años después. Sarmiento la nombró como "cordillera Nevada". Se ubica entre el Fiordo de las Montañas y el Seno Taraba.
Luis Risopatrón lo describe en su Diccionario jeográfico de Chile (1924):: 834 
Sarmiento (Cordillera). Sus crestas resplandecen en una formidable coraza de hielos, forma la estremidad S de una larga hilera de cordilleras nevadas i se levanta en la península de Las Montañas entre el canal de este nombre i los de Collingwood i Unión